# Enderquina Mendes
Enderquina Mendes, cognomento Palla (morta em ca. 947), foi filha de Hermenegildo Guterres e de Ermesenda Gatones.

## Matrimónio e descendência
Casou com Gundesindo Eris,[a] filho de Ero Fernandes e de Adosinda de Monterroso, de quem teve:[b]
- Soeiro Gundesindes (antes de 897-morto c. 964), fundador do Mosteiro de Sever, foi casado com Goldregodo de quem teve a Sendino e a Gundesindo Soares.
- Ermesenda Gundesindes (nascida antes de 897), foi casada com Árias Mendes de Coimbra, seu parente, filho de  Hermenegildo Guterres e Ermesenda Gatones.[5]
- Ausenda Gundesindes (nascida antes de 897) foi casada contra a vontade dos seus pais com Ansur ben-Frogia, homem de origem muçulmana.[6]
- Froila Gundesindes (nascido depois de 897-morto depois de 936) conde e dux.[7]
- Ero Gundesindes (nascido depois de 897 -morto depois de 950), conde.[7] Confirmou um documento no Mosteiro de Celanova a 26 setembro 942 como Eros Gundesindiz comes. Casou com X Munhos, filha de Munio Guterres e Fronilde Fernandes, de quem teve a Guterre Eris.